# Тепсей
Тепсе́й (хак. Типсей хайа — «отмеченная скала») — двуглавая гора правого берега Енисея в устье реки Тубы, в хакасском фольклоре считается священной. Северо-восточный склон — пологий, западный и южный круто обрываются к Енисею и Тубе. С левобережной стороны расположен хребет Оглахты.
На скальных выступах были обнаружены древние петроглифы (около 1,5 тысяч изображений) и древнетюркские надписи. Надпойменная терраса ранее была наполнена археологическими памятниками различных культур. Археологические исследования продолжаются более 150 лет.
В честь горы назван тонизирующий газированный напиток, выпускаемый АО «АЯН» (Абакан).